# ウォルテル・エルマン
ウォルテル・エルマン（Wálter Herrmann）ことウォルテル・エルマン・エインリック（Wálter Herrmann Heinrich, 1979年6月26日 - ）は、アルゼンチンの元プロバスケットボール選手。サンタフェ州ベナード・トゥエルト出身。ポジションはスモールフォワード、パワーフォワード。

## 来歴
1996年、地元のオリンピア・ベナード・トゥエルトでプロキャリアを開始。1998-99シーズンには新人王を獲得。
2000年、アテナス・コルドバへ移籍。
2002年にスペインへ渡り、リーガACBのバロンセスト・フエンラブラダに入団。
2003年、ウニカハ・マラガへ移籍。2005-06シーズンにはリーガACB初優勝に貢献する。

### NBA
2006年、NBAのシャーロット・ボブキャッツに入団。オール・ルーキー・セカンド・チームに選出される。
2007年12月、デトロイト・ピストンズへ移籍。

### アルゼンチン代表
アルゼンチン代表として、アテネ五輪で金メダルを獲得。
2006年世界選手権にも出場。